# 邑田みさき
邑田 みさき（むらた みさき、1978年12月12日 - ）は、元北海道放送 (HBC) 在籍のアナウンサー。現在は現代アートギャラリーの代表を勤めている。

## 来歴
東京都世田谷区出身。獨協大学法学部を卒業後、2001年に北海道放送 (HBC) に入社。同期には山田泰子がいる。ラジオ「朝刊さくらい」、テレビ「早おきビタミン」など数々の番組を担当する。
大学時代はチアリーディング部に在籍し、インカレでも7位に入賞した経歴の持ち主で、大学1年次にはミス獨協にも選ばれた。
2004年、北海道日本ハムファイターズが札幌に移転した際、「ファイターズガール」の応募が低調であることを知ると、自身の担当番組を通じて自ら応募し合格して活躍。フードコーディネーター、日本茶インストラクターの資格も持つ。
2007年3月末日をもって北海道放送 (HBC) を退社し沖縄へ移住。地元の芸能事務所「有限会社CAT'S EYE」文化部に所属し沖縄県を拠点にフリーアナウンサーとして活動した。
2008年2月、現代美術作家のアリカワコウヘイ!と結婚。
2009年、夫のアリカワが山中湖にアトリエを構えたことから、家族で生活の中心を山梨県に移す。
2019年、茨城県つくば市にアリカワの作品を主とした現代アートギャラリーMBG artsをオープンし、現在は家族（夫、子ども3人）と共に茨城県つくば市在住。ギャラリーの代表を務めている。
2022年3月、夫のアリカワが京都芸術大学大学院の後藤繁雄氏（大学教授、アートプロデューサー）のラボを修了したのを機に、入れ替わりで2022年4月に同ラボに邑田みさきが入学。

2022年4月、沖縄県名護市のザ・リッツ・カールトン沖縄において、ホテル開業10周年記念特別展としてメインエントランスにアリカワの大型絵画作品が設置され、ホテル館内を彩るアート展示をMBG artsが監修している。

## 過去の担当番組
- うまんちゅひろば（沖縄県の広報番組 - 琉球放送、沖縄テレビ、琉球朝日放送） （2008年4月 - 2008年11月）

### BS日テレ
- 沖縄楽園スタイル 土曜20:00 - 20:54 （2007年 - 2008年）

### 北海道放送 (HBC)

#### テレビ
- ビタミンTV
- 早おきビタミン
- いんふぉめ
- LOVE ON TV 木曜 24:25 - 24:55（ナレーション担当）

#### ラジオ
- 朝刊さくらい 月 - 金曜 6:30 - 9:00
2003年3月 - 2004年3月、2005年4月 - 2007年3月、番組内で「歌のない歌謡曲」も担当。
- おはよう歌謡曲 月 - 金曜 5:10 - 5:25
- ヨルカン（水曜日）
- カーナビラジオ午後一番!